# Пирог с сахарным кремом
Пирог с сахарным кремом (англ. Sugar cream pie, также sugar pie) — американский пирог с корочкой и начинкой из муки, масла, соли, ванили, сливок и коричневого сахара. Десерт получил название «пальчиковый пирог» из-за того, что до выпекания пирог перемешивали пальцем, чтобы впоследствии не повредить корочку.

## История
Блюдо является неофициальным пирогом штата Индиана, где, как полагают, оно возникло у поселенцев-квакеров, прибывших из Северной Каролины в начале XIX века, а затем обосновавшихся в восточно-центральной части Индианы, особенно вокруг городов Нью-Касл, Портленд, Ричмонд и Винчестер.
Амиши также популяризировали пирог с сахарным кремом, благодаря чему пирог было легко найти там, где они жили. В частности, пирог является фаворитом в немецких районах Пенсильвании, как и близкий десерт пирог шуфлай (shoofly pie). У шейкеров также есть вариант пирога. Однако, поскольку шейкерам пришлось покинуть свою общину Вест-Юнион (Бусро) (недалеко от современного Винсеннеса, штат Индиана) в 1827 году, их единственное присутствие в Индиане (1810—1827 гг.), маловероятно, что они сделали популярным в штате этот десерт.
Крупнейшим американским производителем сахарных пирогов является компания Wick’s Pies, чей завод находится в Винчестере, штат Индиана, и производит 750 000 пирогов в год. Их можно узнать по присыпке мускатным орехом и небольшой глубине в одноразовой алюминиевой кастрюле. Рецепт, который использует Wick’s взят непосредственно из семейного рецепта девятнадцатого века. Пироги продаются в 25 штатах.